# Europese kampioenschappen kortebaanzwemmen 2009
De Europese kampioenschappen kortebaanzwemmen 2009 werden van donderdag 10 tot en met zondag 13 december georganiseerd in de Abdi İpekçi Arena in Istanbul, Turkije.

## Wedstrijdschema
| Donderdag 10/12 | Vrijdag 11/12 | Zaterdag 12/12 | Zondag 13/12 |
| --- | --- | --- | --- |
| Series | | | |
| 50 m vrij mannen 50 m school vrouwen 200 m wissel mannen 100 m rug vrouwen 200 m rug mannen 100 m vlinder mannen 200 m vlinder vrouwen 100 m school mannen 200 m wissel vrouwen 400 m vrij mannen 100 m vrij vrouwen 4×50 m wissel mannen                                                                        | 50 m rug mannen 50 vlinder vrouwen 400 m wissel mannen 100 m wissel vrouwen 200 m school vrouwen 100 m vrij mannen 4×50 m vrij vrouwen 800 m vrij vrouwen | 50 m rug vrouwen 50 m school mannen 400 m vrij vrouwen 100 m rug mannen 100 m school vrouwen 100 m wissel mannen 100 m vlinder vrouwen 200 m vlinder mannen 4×50 m wissel vrouwen 1500 m vrij mannen | 50 vrij vrouwen 50 vlinder mannen 400 m wissel mannen 200 m school mannen 200 m vrij vrouwen 200 m vrij mannen 200 m rug vrouwen 4×50 m vrij mannen |
| Finales - vanaf 17:00 uur lokale tijd (16:00 MET) | | | |
| HF 50 m vrij mannen HF 50 m school vrouwen F 400 m vrij mannen F 200 m rug mannen HF 100 m rug vrouwen HF 100 m vlinder mannen F 200 m wissel vrouwen HF 100 m school mannen F 200 m vlinder vrouwen F 200 m wissel mannen HF 100 m vrij vrouwen F 50 m vrij mannen F 50 m school vrouwen F 4×50 m wissel mannen | SS 800 m vrij vrouwen HF 50 m rug mannen HF 50 vlinder vrouwen F 400 m wissel mannen F 200 m school vrouwen F 100 m school mannen F 100 m vrij vrouwen HF 100 m vrij mannen F 100 m rug vrouwen F 100 m vlinder mannen HF 100 m wissel vrouwen F 50 vlinder vrouwen F 50 m rug mannen F 4×50 m vrij vrouwen | SS 1500 m vrij mannen HF 50 m rug vrouwen HF 50 m school mannen F 400 m vrij vrouwen HF 100 m wissel mannen HF 100 m school vrouwen HF 100 m rug mannen F 100 m wissel vrouwen F 200 m vlinder mannen HF 100 m vlinder vrouwen F 100 m vrij mannen F 50 m rug vrouwen F 50 m school mannen F 4×50 m wissel vrouwen | HF 50 vrij vrouwen HF 50 vlinder mannen F 400 m wissel mannen F 200 m school mannen F 200 m vrij vrouwen F 100 m wissel mannen F 100 m vlinder vrouwen F 200 m vrij mannen F 100 m school vrouwen F 100 m rug mannen F 200 m rug vrouwen F 50 vrij vrouwen F 50 vlinder mannen F 4×50 m vrij mannen |

## Selecties

### België
De Belgische zwembond selecteerde 4 zwemmers voor het EK, twee mannen en twee vrouwen.
Mannen
- Dieter Dekoninck
- Bruno Claeys

Vrouwen
- Kimberly Buys
- Annelies De Maré

### Nederland
Technisch directeur Jacco Verhaeren selecteerde 22 zwemmers voor het EK, tien mannen en twaalf vrouwen.
Mannen
- Sebastiaan Verschuren
- Job Kienhuis
- Arjen van der Meulen
- Nick Driebergen
- Robin van Aggele
- Lennart Stekelenburg[3]
- Thijs van Valkengoed
- Bastiaan Tamminga
- Joeri Verlinden
- Bastiaan Lijesen

Vrouwen
- Hinkelien Schreuder
- Ranomi Kromowidjojo
- Ilse Kraaijeveld
- Saskia de Jonge
- Inge Dekker
- Femke Heemskerk
- Sharon van Rouwendaal
- Moniek Nijhuis
- Lia Dekker
- Loes Zanderink
- Tessa Brouwer
- Chantal Groot

## Medailles
Legenda
- WR = Wereldrecord
- ER = Europees record
- CR = Kampioenschaps record

### Mannen
| Onderdeel            | Goud                                                                      | Goud       | Zilver                                                                     | Zilver   | Brons                                                                         | Brons    |
| -------------------- | ------------------------------------------------------------------------- | ---------- | -------------------------------------------------------------------------- | -------- | ----------------------------------------------------------------------------- | -------- |
| Vrije slag           |                                                                           |            |                                                                            |          |                                                                               |          |
| 50 m                 | Frédérick Bousquet Frankrijk                                              | 20,53      | Duje Draganja Kroatië                                                      | 20,70    | Sergej Fesikov Rusland                                                        | 20,84    |
| 100 m                | Amaury Leveaux Frankrijk                                                  | 45,56      | Danila Izotov Rusland                                                      | 45,70    | Jevgeni Lagoenov Rusland                                                      | 46,06    |
| 200 m                | Paul Biedermann Duitsland                                                 | 1.39,81 CR | Danila Izotov Rusland                                                      | 1.40,08  | Nikita Lobintsev Rusland                                                      | 1.41,52  |
| 400 m                | Paul Biedermann Duitsland                                                 | 3.34,55 CR | Nikita Lobintsev Rusland                                                   | 3.35,75  | Mads Glæsner Denemarken                                                       | 3.36,82  |
| 1500 m               | Jan Wolfgarten Duitsland                                                  | 14.20,44   | Federico Colbertaldo Italië                                                | 14.25,68 | Mads Glæsner Denemarken                                                       | 14.26,74 |
| Rugslag              |                                                                           |            |                                                                            |          |                                                                               |          |
| 50 m                 | Stanislav Donets Rusland                                                  | 22,76 CR   | Thomas Rupprath Duitsland                                                  | 22,85    | Aschwin Wildeboer Spanje                                                      | 23,07    |
| 100 m                | Arkadi Vjatsjanin Rusland Stanislav Donets Rusland                        | 48,97 WR   |                                                                            |          | Aschwin Wildeboer Spanje                                                      | 49,05    |
| 200 m                | Stanislav Donets Rusland                                                  | 1.48,62 CR | Radosław Kawęcki Polen                                                     | 1.49,13  | Jevgeni Alesjin Rusland                                                       | 1.49,31  |
| Schoolslag           |                                                                           |            |                                                                            |          |                                                                               |          |
| 50 m                 | Aleksander Hetland Noorwegen                                              | 26,19      | Alessandro Terrin Italië                                                   | 26,24    | Čaba Silađi Servië                                                            | 26,31    |
| 100 m                | Robin van Aggele Nederland                                                | 56,29 ER   | Dániel Gyurta Hongarije                                                    | 56,72    | Ihor Borysyk Oekraïne                                                         | 56,97    |
| 200 m                | Dániel Gyurta Hongarije                                                   | 2.00,67 WR | Grigory Falko Rusland                                                      | 2.02,50  | Maksim Sjtsjerbakov Rusland                                                   | 2.03,76  |
| Vlinderslag          |                                                                           |            |                                                                            |          |                                                                               |          |
| 50 m                 | Johannes Dietrich Duitsland                                               | 22,07 CR   | Frédérick Bousquet Frankrijk                                               | 22,17    | Jevgeni Korotysjkin Rusland                                                   | 22,34    |
| 100 m                | Jevgeni Korotysjkin Rusland                                               | 48,93 CR   | Peter Mankoč Slovenië                                                      | 49,65    | Ivan Lenđer Servië                                                            | 49,79    |
| 200 m                | Nikolaj Skvortsov Rusland                                                 | 1.49,46 ER | Paweł Korzeniowski Polen                                                   | 1.50,13  | Dinko Jukić Oostenrijk                                                        | 1.50,32  |
| Wisselslag           |                                                                           |            |                                                                            |          |                                                                               |          |
| 100 m                | Duje Draganja Kroatië                                                     | 51,20      | Sergej Fesikov Rusland                                                     | 51,29    | Peter Mankoč Slovenië                                                         | 51,52    |
| 200 m                | Markus Rogan Oostenrijk                                                   | 1.51,72 ER | Vytautas Janušaitis Litouwen                                               | 1.52,22  | Alan Cabello Spanje                                                           | 1.53,04  |
| 400 m                | László Cseh Hongarije                                                     | 3.57,27 WR | David Verrasztó Hongarije                                                  | 4.00,10  | Gal Nevo Israël                                                               | 4.00,55  |
| Vrije slag estafette |                                                                           |            |                                                                            |          |                                                                               |          |
| 4×50 m               | Frankrijk Amaury Leveaux Jérémy Stravius David Maitre Frédérick Bousquet  | 1.22,96    | Kroatië Duje Draganja Alexei Puninski Mario Todorović Mario Delač          | 1.23,18  | Italië Marco Orsi Federico Bocchia Filippo Magnini Luca Dotto                 | 1.23,64  |
| Wisselslag estafette |                                                                           |            |                                                                            |          |                                                                               |          |
| 4×50 m               | Rusland Stanislav Donets Sergej Gejbel Jevgeni Korotysjkin Sergej Fesikov | 1.31,80 WB | Duitsland Thomas Rupprath Hendrik Feldwehr Johannes Dietrich Stefan Herbst | 1.32,02  | Frankrijk Benjamin Stasiulis Hugues Duboscq Frédérick Bousquet Amaury Leveaux | 1.32,13  |

### Vrouwen
| Onderdeel            | Goud                                                                          | Goud       | Zilver                                                                | Zilver  | Brons                                                                       | Brons   |
| -------------------- | ----------------------------------------------------------------------------- | ---------- | --------------------------------------------------------------------- | ------- | --------------------------------------------------------------------------- | ------- |
| Vrije slag           |                                                                               |            |                                                                       |         |                                                                             |         |
| 50 m                 | Hinkelien Schreuder Nederland                                                 | 23,32 CR   | Ranomi Kromowidjojo Nederland                                         | 23,58   | Dorothea Brandt Duitsland                                                   | 23,74   |
| 100 m                | Inge Dekker Nederland                                                         | 51,35 CR   | Ranomi Kromowidjojo Nederland                                         | 51,44   | Jeanette Ottesen Denemarken                                                 | 52,18   |
| 200 m                | Federica Pellegrini Italië                                                    | 1.51,17 WR | Evelyn Verrasztó Hongarije                                            | 1.52,61 | Femke Heemskerk Nederland                                                   | 1.54,20 |
| 400 m                | Coralie Balmy Frankrijk                                                       | 3.56,55    | Lotte Friis Denemarken                                                | 3.59,06 | Ophélie-Cyrielle Etienne Frankrijk                                          | 3.59,94 |
| 800 m                | Lotte Friis Denemarken                                                        | 8.08,02    | Erika Villaecija Spanje                                               | 8.13,93 | Ophélie-Cyrielle Etienne Frankrijk                                          | 8.16,20 |
| Rugslag              |                                                                               |            |                                                                       |         |                                                                             |         |
| 50 m                 | Sanja Jovanović Kroatië                                                       | 25,70 WR   | Aleksandra Gerasimenia Wit-Rusland                                    | 26,12   | Ksenia Moskvina Rusland                                                     | 26,38   |
| 100 m                | Ksenia Moskvina Rusland                                                       | 56,36      | Sanja Jovanović Kroatië                                               | 56,93   | Aleksandra Gerasimenia Wit-Rusland                                          | 57,23   |
| 200 m                | Alexianne Castel Frankrijk                                                    | 2.02,67    | Jenny Mensing Duitsland                                               | 2.03,31 | Pernille Larsen Denemarken                                                  | 2.03,50 |
| Schoolslag           |                                                                               |            |                                                                       |         |                                                                             |         |
| 50 m                 | Moniek Nijhuis Nederland                                                      | 29,68 CR   | Jane Trepp Estland                                                    | 29,82   | Janne Schäfer Duitsland                                                     | 29,92   |
| 100 m                | Caroline Ruhnau Duitsland                                                     | 1.04,84 CR | Moniek Nijhuis Nederland                                              | 1.04,96 | Jennie Johansson Zweden                                                     | 1.05,19 |
| 200 m                | Rikke Møller Pedersen Denemarken                                              | 2.16,66 ER | Nađa Higl Servië                                                      | 2.17,52 | Joline Höstman Zweden                                                       | 2.19,28 |
| Vlinderslag          |                                                                               |            |                                                                       |         |                                                                             |         |
| 50 m                 | Inge Dekker Nederland Hinkelien Schreuder Nederland                           | 25,00 CR   |                                                                       |         | Ingvild Snildal Noorwegen                                                   | 25,10   |
| 100 m                | Inge Dekker Nederland                                                         | 55,74      | Diane Bui Duyet Frankrijk                                             | 55,93   | Jeanette Ottesen Denemarken                                                 | 56,02   |
| 200 m                | Aurore Mongel Frankrijk                                                       | 2.03,22 CR | Petra Granlund Zweden                                                 | 2.03,82 | Franziska Hentke Duitsland                                                  | 2.04,68 |
| Wisselslag           |                                                                               |            |                                                                       |         |                                                                             |         |
| 100 m                | Hinkelien Schreuder Nederland                                                 | 57,85 CR   | Evelyn Verrasztó Hongarije                                            | 58,21   | Hanna-Maria Seppälä Finland                                                 | 58,86   |
| 200 m                | Evelyn Verrasztó Hongarije                                                    | 2.04,64 WR | Francesca Segat Italië                                                | 2.06,21 | Hannah Miley Verenigd Koninkrijk                                            | 2.06,96 |
| 400 m                | Hannah Miley Verenigd Koninkrijk                                              | 4.25,66    | Mireia Belmonte Spanje                                                | 4.27,60 | Zsuzsanna Jakabos Hongarije                                                 | 4.28,46 |
| Vrije slag estafette |                                                                               |            |                                                                       |         |                                                                             |         |
| 4×50 m               | Nederland Inge Dekker Hinkelien Schreuder Saskia de Jonge Ranomi Kromowidjojo | 1.33,25 WB | Zweden Emma Svensson Josefin Lillhage Claire Hedenskog Sarah Sjöström | 1.35,46 | Duitsland Dorothea Brandt Daniela Samulski Lisa Vitting Daniela Schreiber   | 1.36,73 |
| Wisselslag estafette |                                                                               |            |                                                                       |         |                                                                             |         |
| 4×50 m               | Nederland Hinkelien Schreuder Moniek Nijhuis Inge Dekker Ranomi Kromowidjojo  | 1.42,69 WB | Zweden Emma Svensson Josefin Lillhage Sarah Sjöström Claire Hedenskog | 1.45,13 | Rusland Ksenia Moskvina Darja Dejeva Olga Kljoetsjnikova Svetlana Fedoelova | 1.46,10 |

## Medailleklassement
| Plaats | Land                | Goud | Zilver | Brons | Totaal |
| 1      | Nederland           | 10   | 3      | 1     | 14     |
| 2      | Rusland             | 8    | 5      | 8     | 21     |
| 3      | Frankrijk           | 6    | 2      | 3     | 11     |
| 4      | Duitsland           | 5    | 3      | 4     | 12     |
| 5      | Hongarije           | 3    | 4      | 1     | 8      |
| 6      | Kroatië             | 2    | 3      | 0     | 5      |
| 7      | Denemarken          | 2    | 1      | 5     | 8      |
| 8      | Italië              | 1    | 3      | 1     | 5      |
| 9      | Oostenrijk          | 1    | 0      | 1     | 2      |
| 9      | Verenigd Koninkrijk | 1    | 0      | 1     | 2      |
| 9      | Noorwegen           | 1    | 0      | 1     | 2      |
| 12     | Zweden              | 0    | 3      | 2     | 5      |
| 13     | Spanje              | 0    | 2      | 3     | 5      |
| 14     | Polen               | 0    | 2      | 0     | 2      |
| 15     | Servië              | 0    | 1      | 2     | 3      |
| 16     | Wit-Rusland         | 0    | 1      | 1     | 2      |
| 16     | Slovenië            | 0    | 1      | 1     | 2      |
| 18     | Estland             | 0    | 1      | 0     | 1      |
| 18     | Litouwen            | 0    | 1      | 0     | 1      |
| 20     | Finland             | 0    | 0      | 1     | 1      |
| 20     | Israël              | 0    | 0      | 1     | 1      |
| 20     | Oekraïne            | 0    | 0      | 1     | 1      |
| Totaal | Totaal              | 40   | 36     | 38    | 114    |